# ゐ
ゐ, en hiragana, o ヰ en katakana, es un kana japonés que representa una mora. Se presume que ゐ se pronuncia asíⓘ, también se presume que ゐ y い (i) fueron pronunciados diferentemente el uno del otro entre el período Kamakura y el período Taishō. Aunque se transcribe a menudo como “wi”, este kana fue pronunciado generalmente como “i” antes de que fuera considerado obsoleto, y sustituido por el い y el イ. Aunque aún en el presente, cuando い aparece a continuación de una mora que contiene la vocal “u” en ocasiones se pronuncia “wi”.
Este kana está obsoleto (era de uso general antes de la Segunda Guerra Mundial), siendo declarado obsoleto en 1946 y siendo raro en el uso diario. De hecho, en onomatopeya y palabras extranjeras, se prefiere el ウィ.
Un uso actual para este kana sería la pronunciación japonesa de Nikka Whiskey ニッカウヰスキ (nikka uwisuki) así como el nombre de la comedia Yoiko está escrita así よゐこ (yowiko).

## Historia
Periodo Nara
Durante el periodo Nara ヰ era pronunciado como イ así mismo como se utilizaba para componer sílabas compuestas como クヰ(kwi)y
グヰ(gwi) siendo distintos de キ (ki) y ギ (gi)
Periodo Heian
Durante el periodo Heian ゐy い eran aun reconocidos como caracteres de pronunciación separada.A mediados del siglo XI la canción de Iroha era interpretada de tal manera que い, え, y お eran diferentes de ゐ, ゑ, y を. No había sonidos para ye, yi, wu o wo.
Asimismo se había perdido la distinción fonética entre n オ (o) y ヲ (wo)aun así seguía habiendo distinción fonética entre ア/ワ (a/wa), イ/ヰ (i/wi), y エ/ヱ (e/we).
Desde el periodo nara se empezó a pronunciar como w como consonante suelta, más detalladamente al principio del siglo XI, este fenómeno ha sido considerado como el cambio posicional Ha-line y ha llegado a ser muy utilizado. A mitad o a final de la palabra .
El kana ひ[ɸi] podía ser pronunciado como [wi]llegando a ser de esa manera similar a ゐ. Como resultado de esto, el uso de ひ y 
ゐ han llegado a ser confundidos numerosas veces.
A eso se le añade que en la literatura del periodo Heian. algunos kanjis tenían lecturas especiales tales como
クヰヤウ” [kʷʲau] y “ヰヤウ” [wʲau] siendo utilizados pero no establecidos.
Periodo Kamakura
En el periodo Kamakura la confusión entre ゐy いse hizo más evidente, y empezando el siglo XIII fueron unificados cambiando ゐpor い
se habían combinado ambos en い. Asimismo los kanjis que representaban クヰ y グヰ llegaron a ser pronunciados [ki] y [gi] siendo comninados en キ and ギ
Debido al cambio Ha-line tanto como la combinación de un número de sílabas pronto había muchos kana p
En las secciones del Genshaku (tomo de poesía de la época) se establecieron reglas en torno a 60 palabras que contenieran を/お, え/へ/ゑ, y い/ひ/ゐ basados en un número de escrituras de mediados del siglo XI. De otra manera los libros a los que Teika se había referido contenían confusiones en torno a los caracteres ひ, pudiendo llegar a ser ゐ como en 遂 pudiéndose leer "つゐ" o "つひ"
y otras muchas pronunciaciones que diferían de su pronunciación original. La particularidad del silabario Teika sería su escritura desde la poesía. Pero hay aún gran cantidad de ejemplos de la confusión existente entre い, ゐ, y ひ como consonante suelta.
Periodo Muromachi
El escolar Gyoaa publicó el silabario kana completo en 1363 aumentando drásticamente el léxico en más de 1000 palabras. En la práctica había un número de pronunciaciones par cada kana.
En traducción latina los documentos del siglo XVI ゐ y い estaban escritos con i, Y, o j pero la pronunciación estaba sobreentendida como i fuera cual fuera el caso

## Otras representaciones
- Sistema Braille:
| －－ ●－ |